# Vic Chambaere
Vic Dieter Chambaere (Roeselare, 10 januari 2003) is een Belgisch voetballer die als doelman speelt. In juni 2024 maakte hij de overstap van KRC Genk naar Union Sint-Gillis.

## Carrière

### KRC Genk
Chambaere stroomde in het seizoen 2020/21 door vanuit de jeugd naar de A-kern van Genk.  In het seizoen 2023/24 is hij er vierde doelman achter Maarten Vandevoordt, Hendrik Van Crombrugge en Mike Penders. Hij was daarnaast ook actief voor Jong Genk, de beloften van KRC Genk, dat uitkomt in de Eerste klasse B. Dit is het op één na hoogste niveau in het Belgisch voetbal. Op 9 december 2022 maakte Chambaere bij dit Jong Genk zijn professioneel debuut in de competitiewedstrijd tegen Club NXT.

### Union Sint-Gillis
In de zomer van 2024 vertrok Chambaere transfervrij bij KRC Genk. Hij tekende een contract tot 2027 bij competitiegenoot Union Sint-Gillis.
Tijdens een play off-wedstrijd tegen Genk op 20 april 2025 zorgde Chambaere voor controverse door vanop de bank doelbewust een tweede bal op het veld te gooien en zo een Genkse aanval te onderbreken. Aanvankelijk was het onduidelijk wie de bal gooide en nam een staflid van Union de schuld op zich, maar enkele dagen later maakte de club na enkele interne gesprekken bekend dat Chambaere de dader was. Op de zitting voor het disciplinair comité van de KBVB verontschuldigde hij zich voor zijn actie.
Nadat eerste doelman Anthony Moris midden juli 2025 bij Union vertrok, nam Chambaere zijn plaats in bij de start van het seizoen 2025/26. Zijn eerste officiële wedstrijd voor de Brusselse club op 20 juli was de met 1-2 verloren Supercup-wedstrijd tegen Club Brugge.

## Clubstatistieken
| Seizoen         | Club              | Land            | Competitie      | Competitie | Competitie | Beker | Beker | Supercup | Supercup | Europees | Europees | Totaal | Totaal |
| Seizoen         | Club              | Land            | Competitie      | Wed.       | Dlp.       | Wed.  | Dlp.  | Wed.     | Dlp.     | Wed.     | Dlp.     | Wed.   | Dlp.   |
| --------------- | ----------------- | --------------- | --------------- | ---------- | ---------- | ----- | ----- | -------- | -------- | -------- | -------- | ------ | ------ |
| 2022/23         | Jong Genk         | Vlag van België | Eerste klasse B | 2          | 0          | —     | —     | —        | —        | —        | —        | 2      | 0      |
| 2023/24         | Jong Genk         | Vlag van België | Eerste klasse B | 2          | 0          | —     | —     | —        | —        | —        | —        | 2      | 0      |
| 2024/25         | Union Sint-Gillis | Vlag van België | Eerste klasse A | 2          | 0          | 0     | 0     | 0        | 0        | 0        | 0        | 2      | 0      |
| 2025/26         | Union Sint-Gillis | Vlag van België | Eerste klasse A | 3          | 0          | 0     | 0     | 1        | 0        | 0        | 0        | 4      | 0      |
| Carrière totaal | Carrière totaal   | Carrière totaal | Carrière totaal | 9          | 0          | 0     | 0     | 1        | 0        | 0        | 0        | 10     | 0      |

Bijgewerkt op 9 augustus 2024.